# Kenan Şimşek
Kenan Şimşek (* 1. Juni 1968) ist ein ehemaliger türkischer Ringer.

## Werdegang
Kenan Şimşek begann als Jugendlicher mit dem türkischen Nationalsport Ölringen. Ab seinem 17. Lebensjahr trainierte er zusätzlich auch das olympische Ringen. Der Verein, dem er beitrat, war Büyükşehir Belediyesi Ankara. Er rang ausschließlich im freien Stil im Halbschwer- und Schwergewicht. Sein Trainer, der ihn systematisch in die türkische Spitzenklasse führte, war Muhammed Oruç.
Seinen Einstand bei internationalen Meisterschaften der Senioren gab Kenan 1990 bei den Europameisterschaften in Posen mit einem hervorragenden 3. Platz im Halbschwergewicht. Nicht ganz so gut schnitt er bei den Weltmeisterschaften des gleichen Jahres in Tokio ab, kam aber auf einen respektablen 6. Platz.
1991 gewann er bei den Mittelmeerspielen im Halbschwergewicht, war bei der Europameisterschaft nicht am Start und belegte bei der Weltmeisterschaft in Warna wieder den sechsten Platz.
Das Jahr 1992 wurde zum erfolgreichsten seiner Karriere. Er belegte bei der Europameisterschaft in Kaposvár durch einen Sieg über Kalojan Baew, Bulgarien, den dritten Platz. Bei den Olympischen Spielen in Barcelona kämpfte er sich im Halbschwergewicht bis in das Finale, hatte dort aber gegen den mehrfachen Weltmeister Macharbek Chadarzew aus Russland keine Chance, obwohl er nur mit 0:1 Punkten unterlag. Die Silbermedaille war der Lohn für seine guten Kämpfe.
Auch bei der Europameisterschaft in Istanbul 1993 gab es für Kenan mit dem 3. Platz eine Medaille, wobei seine 0:1 Punktniederlage gegen Sasa Turmanidse aus Georgien im Poolfinale sehr umstritten war. Die meisten Ringerfachleute hatten Kenan als Sieger gesehen.
Die Bronzemedaille von den Europameisterschaften 1993 war die letzte Medaille, die er auf einer internationalen Meisterschaft gewann. 1998 beendete er seine Ringerlaufbahn, war aber noch viele Jahre als Ölringer aktiv und wurden hierin noch mehrmals türkischer Schwergewichtsmeister.
Kenan Şimşek war auch in Deutschland gut bekannt, denn er rang einige Jahre für den SV Siegfried Hallbergmoos in der Bundesliga.

## Internationale Erfolge
(OS = Olympische Spiele, WM = Weltmeisterschaft, EM = Europameisterschaft, F = Freistil, Hs = Halbschwergewicht, damals bis 90 kg bzw. 97 kg Körpergewicht, S = Schwergewicht, damals bis 100 kg Körpergewicht)
- 1988, 11. Platz, Junioren-WM in Schifferstadt, F, bis 88 kg Körpergewicht, Sieger: Wassil Todorow, Bulgarien vor Matthew Ruppel, USA und Alan Kozojew, Sowjetunion;
- 1990, 3. Platz, EM in Posen, F, Hs, hinter Wagab Kasibekow, Sowjetunion und Gábor Tóth, Ungarn und vor Wesselin Sabew, Bulgarien, Ludwig Schneider, BRD und Iraklios Deskoulidis, Griechenland;
- 1990, 6. Platz, WM in Toledo/USA, F, Hs, hinter Macharbek Chadarzew, Sowjetunion, Christopher Campbell, USA, Mohebbi, Iran, Schneider und Rumen Alabakow, Bulgarien;
- 1991, 1. Platz, Mittelmeerspiele in Athen, F, Hs, vor Deskoulidis und Renato Lombardo, Italien;
- 1991, 6. Platz, WM in Warna, F, Hs, hinter Chadarzew, Deskoulidis, Roberto Limonta, Kuba, Alabakow und Campbell;
- 1992, 3. Platz, EM in Kaposvár, F, Hs, hinter Chadarzew und Tóth und vor Baew, Schneider und Josef Palatínus, Tschechoslowakei;
- 1992, Silbermedaille, OS in Barcelona, F, Hs, hinter Chadarzew und vor Campbell, Puntsep Süchbar, Mongolei, Ayub Banynosvar, Iran und Limontas;
- 1992, 3. Platz, „Yasar-Dogu“-Memorial in Istanbul, F, Hs, hinter Dschambulat Tedejew, Ukraine und Ahmet Doğu, Türkei;
- 1993, 3. Platz, EM in Istanbul, F, Hs, hinter Tedejew, Sasa Turmanidse, Georgien und vor Józef Niec, Polen, Schamil Abdurachmanau, Belarus und Ingo Manz, Deutschland;
- 1993, 8. Platz, WM in Toronto, F, Hs, Sieger: Abbas Jadidi, Iran vor Melvin Douglas, USA und Eldari Luka Kurtanidse, Georgien;
- 1994, 1. Platz, „Yasar-Dogu“-Memorial in Istanbul, F, S, vor Marek Garmulewicz, Polen und Senol Karagöz, Türkei;
- 1994, 11. Platz, WM in Istanbul, F, Hs, Sieger: Rasoul Khadem, Iran vor Chadarzew und Douglas;
- 1995, 5. Platz, EM in Freiburg im Üechtland/Schweiz, F, S, hinter David Musuľbes, Russland, Milan Mazáč, Slowakei, Arawat Sabejew, Deutschland und Arvi Aavik, Estland und vor Jószef Glázer, Ungarn;
- 1995, 14. Platz, WM in Atlanta, F, S, Sieger: Kurt Angle, USA vor Arawat Sabejew und Abbas Jadidi;
- 1995, 2. Platz, „Yasar-Dogu“-Memorial, F, S, hinter Sjarhej Kawaleuski, Belarus und vor Ahmet Doğu;
- 1998, 2. Platz, „Yasar-Dogu“-Memorial, F, Hs, hinter Sagid Murtasalijew, Russland und vor Garmulewicz